# Leggenda sumerica di Sargon
La cosiddetta Leggenda sumerica di Sargon è un testo letterario in lingua sumera. È composto da due testi, riuniti dai curatori Jerrold S. Cooper e Wolfgang Heimpel: TRS 73 (cioè AO7673) e 3N T296. Le copie sopravvissute sono probabilmente di età paleo-babilonese (inizi del II millennio a.C.). Cooper e Heimpel ipotizzano che la vicenda possa essere stata delineata già all'epoca della Terza dinastia di Ur (fine del III millennio a.C.).
Il testo, riguardante il re mesopotamico Sargon di Akkad (Šarru-kīn), narra della sua presa del potere ai danni di Ur-Zababa, re di Kish. Diversamente da altri testi riguardanti il grande re accadico, questa leggenda parla anche del padre di Sargon.